# The Last Descent
The Last Descent è un film del 2016 diretto da Isaac Halasima.
Il film, primo lungometraggio per Halasima, è basato sull'incidente occorso nel 2009 al ventiseienne statunitense John Edward Jones all'interno della grotta Nutty Putty, nello Utah, e sui drammatici e infruttuosi tentativi che sono stati fatti per salvare la vita dell'uomo.
Prodotto in collaborazione da Deep Blue Films, Cocollala Pictures e Dark Rider Production e distribuito da Excel Entertainment Group, The Last Descent ha visto tra gli interpreti Chadwick Hopson, Alexis Johnson, Landon Henneman, Jyllian Petrie e Jacob Omer.

## Trama
Nel 2009, John Edward Jones, uno studente di medicina di 26 anni appassionato di speleologia, arriva nello Utah per il fine settimana del Ringraziamento con la moglie Emily e la giovane figlia Lizzie. Qui, i tre vengono prelevati dal fratello di John, Josh, che gli comunica che la grotta Nutty Putty è stata riaperta dopo diversi anni di chiusura. Convinta dall'entusiasmo dei due fratelli, Emily dà loro il suo permesso di andare a esplorare la grotta, dove li lascia in seguito, andandosene con la macchina di Josh. Una volta entrati, John decide di dividersi dal fratello ed esplorare un percorso non mappato ma, mentre si addentra nella grotta, il ragazzo rimane bloccato in uno stretto passaggio e, nel tentativo di e liberarsi, cade in un buco ancora più stretto, perdendo i sensi.
Risvegliatosi a testa in giù in un buco non più largo di 30 centimetri, John si rende conto di essere completamente bloccato ma riesce comunque a comunicare la propria posizione al fratello. Dopo alcuni vani tentativi di liberare John, Josh è costretto a uscire dalla grotta per andare a chiedere aiuto. Dopo diverse ore, John, che nel frattempo ha nuovamente perso i sensi a causa della posizione capovolta, viene svegliato da Susie, una soccorritrice, la quale lo rassicura del fatto che molti soccorritori stanno facendo del loro meglio per trarlo in salvo. Dopo che Susie è tornata indietro, John viene raggiunto da Aaron, un soccorritore già precedentemente coinvolto in salvataggi finiti tragicamente, il quale giura di non andarsene senza aver salvato il ragazzo.
Dopo le parole di Aaron, John si addormenta e sogna sua figlia in un campo, in compagnia di un uomo più anziano che indossa abiti grigi, dopodiché si sveglia in preda a un attacco di panico. Dopo essersi calmato grazie ad Aaron, non senza riportare alcune ferite, John inizia a raccontare al soccorritore della sua relazione con Emily, rivivendone i momenti più importanti in una serie di flashback. 
Nel frattempo, con la notte ormai sopraggiunta, Josh accompagna Emily all'ingresso della grotta e convince i soccorritori a lasciarla rimanere.
Mentre le condizioni di John continuano a peggiorare, Aaron, Susie e altri soccorritori progettano di estrarre John dal buco ancorando una serie di carrucole nelle pareti della grotta e utilizzando un cavo legato alle sue caviglie. Nel frattempo, John continua a raccontare ad Aaron, che non smette mai di stargli accanto, della sua relazione con Emily. A questo punto viene calata nella grotta una radio, così che il ragazzo possa parlare con la moglie, la quale gli rivela di essere incinta.
Dopo un altro attacco di panico, parlando con Aaron, John si rendo conto che entrambi hanno servito in missioni dei Santi degli Ultimi Giorni in paesi di lingua spagnola e, assieme al soccorritore, iniziano a cantare Come Thou Fount of Every Blessing in spagnolo.
A questo punto, terminata l'installazione delle carrucole e dei cavi, i soccorritori iniziano a estrarre John dal pertugio, tuttavia, poco dopo, uno degli ancoraggi cede, facendo ricadere indietro John e mettendo in pericolo Aaron, il quale viene comunque salvato e fatto uscire dalla grotta, sconvolto per un altro fallimento e per la perdita di John. All'ingresso della grotta, Emily prova ancora a parlare con il marito, piangendo, riuscendovi poco prima dell'apparente morte del giovane.
Qualche tempo dopo, John si sveglia improvvisamente e, con sua sorpresa, riesce a spingersi fuori dal buco, accorgendosi che tutte le sue ferite sono scomparse. Una volta arrivato all'ingresso della grotta, dopo averlo trovato deserto, il ragazzo si rende conto di essere morto e di essere puro spirito, decidendo infine di tornare indietro.
Nel profondo della grotta, John vede in una culla lo spirito di un bambino, che l'uomo capisce essere il suo nascituro figlio. Riflettendo sui suoi ultimi sogni e visioni, John si rende conto che l'uomo in grigio visto in compagnia di Lizzie è sempre stato suo figlio e, in lacrime, dice al bambino di vegliare su sua madre e sua sorella. Mentre John prende lo spirito del bambino dalla culla ed esce dalla grotta, il vero bambino nasce in un ospedale e viene messo tra le braccia di Emily, che annuncia felice di avergli dato il nome del padre.
Nelle didascalie dell'epilogo del film viene infine scritto che l'ingresso della grotta è stato da allora sigillato, con il corpo di John ancora all'interno, e viene espresso un ringraziamento ai soccorritori da parte della famiglia Jones.

## Produzione
Le riprese del film si sono svolte interamente nello Utah, con riprese esterne effettuate presso l'ingresso della vera grotta Nutty Putty, e con i pozzi e gli stretti passaggi interni ricreati in un magazzino di West Valley City.

## Distribuzione
Il film è uscito in edizione limitata in Arizona, Utah e Idaho, il 16 settembre 2016.

## Accoglienza
Nonostante la distribuzione limitata, il film ha ricevuto recensioni generalmente positive, con elogi per la regia e la recitazione ma con alcune critiche per il ritmo.